# Aspidoscelis guttata
Aspidoscelis guttata е вид влечуго от семейство Teiidae. Видът не е застрашен от изчезване.

## Разпространение
Разпространен е в Мексико.